# Fukuōji Hōrin
Fukuōji Hōrin (japanisch 福王寺 法林, eigentlich Fukuōji Yūichi (福王寺 雄一); geboren 10. November 1920 in Yonezawa (Präfektur Yamagata); gestorben 21. Februar 2012) war ein japanischer Maler im Nihonga-Stil.

## Leben und Wirken
Fukuōji Hōrin studierte Malerei zunächst unter Uemura Hironari (上村 広成), einem Maler der Kanō-Schule, danach unter Tanaka Seibyō (田中 青坪; 1903–1954). Er befasste sich mit Landschaftsmalerei und stellte hauptsächlich auf der „Inten“ aus. Er ist bekannt für einen schlichten, flächigen Farbauftrag. In den letzten Jahren studierte er die Naturlandschaft des Himalaya als Grundlage für seine Bilderreihe zu diesem Thema und erntete damit große Anerkennung. Er wurde mit dem Preis des Premierministers (芸術選奨総理大臣賞, Geijutsu senshō sōridaijin-shō), des Kultusministers (文部大臣賞, Mombudaijin-shō) und mit dem Preis der Akademie der Künste ausgezeichnet, die ihn auch zum Mitglied ernannte. 
1998 wurde Fukuōji als Person mit besonderen kulturellen Verdiensten geehrt und 2004 mit dem Kulturorden ausgezeichnet. 2004 ernannte die Stadt Yonezawa ihn zum Ehrenbürger.